# Nathan Bedford Forrest
Nathan Bedford Forrest (13 tháng 7 năm 1821 – 29 tháng 10 năm 1877) là thiếu tướng của quân đội Liên minh miền Nam trong thời Nội chiến Hoa Kỳ. Ông nổi tiếng với tài chỉ huy kỵ binh với chiến thuật thần tốc và du kích, chuyên đem quân khinh kỵ đánh nhanh và rất bất ngờ, tiêu diệt hay làm rối loạn hậu quân của đối phương.
Nhưng sau thời chiến Forrest trở thành một trong các lãnh tụ nhóm bạo động kỳ thị chủng tộc Ku Klux Klan.
Forrest bị nhiều người tố cáo là đã gây tội ác chiến tranh trong trận đồn Pillow khi ông ra lệnh cho binh sĩ tàn sát tù binh da đen đã buông súng đầu hàng.